# Slag bij Ter Heijde (Jan Abrahamsz. van Beerstraten)
De slag bij Ter Heijde is een schilderij van de Noord-Nederlandse schilder Jan Abrahamsz. van Beerstraten in het Rijksmuseum in Amsterdam.

## Voorstelling
Het stelt de slag bij Ter Heijde voor. Deze zeelslag vond plaats op 10 augustus 1653 tijdens de Eerste Engels-Nederlandse Oorlog. In het midden is het gevecht weergegeven van het Hollandse vlaggenschip Brederode van luitenant-admiraal Maarten Tromp, links, en het Engelse vlaggenschip Resolution van admiraal George Monck, rechts. Het gaat er hard aan toe. Beide schepen worden flink onder vuur genomen en de Brederode verliest daarbij een steng. Uiteindelijk zou Tromp bij de slag omkomen en was het resultaat min of meer onbeslist. De Engelsen behaalden een tactische overwinning, de Nederlanders een strategische. Wel brachten de Engelsen de Nederlanders een grote morele slag toe: van de 11 schepen die zonken was er slechts één Engels. Op het schilderij is rechtsonder inderdaad een Engels vlaggenschip zinkende. Dit schip, de Pelican, dat in 1650 te water gelaten werd, zonk echter niet bij Ter Heijde, maar werd in 1656 per ongeluk verwoest door brand.

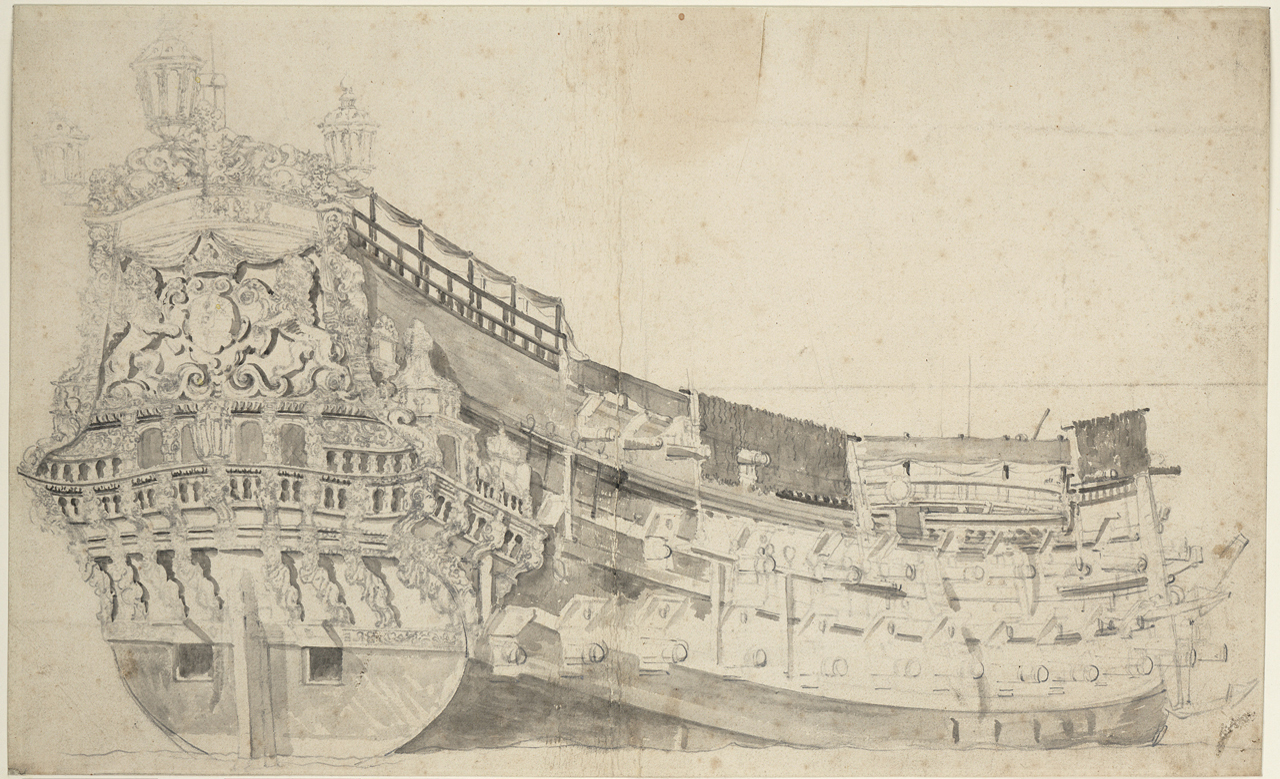
Willem van de Velde (I). De Brederode. Ca. 1658. Londen, National Maritime Museum.

Lange tijd werd de voorstelling aangezien voor een episode uit de Vierdaagse Zeeslag en het Hollandse vlaggenschip in het midden voor de Zeven Provinciën van Michiel de Ruyter. Begin 20e eeuw werd het achtersteven van het schip geïdentificeerd als de Brederode van Tromp.
Het is een van de grootste en meest uitgebreide zeegezichten van Van Beerstraten. Het werd in 1808 al geroemd als een ‘wonder van vinding en verbeeldingskracht’. De schilder slaagde erin een chaotische zeeslag om te zetten in een overzichtelijk en evenwichtig geheel.

## Toeschrijving
Het schilderij is linksonder op een stuk drijfhout gesigneerd ‘I·BEERSTRAATEN.’.

## Herkomst
Het werk is afkomstig uit de verzameling van de Rotterdamse verzamelaar Gerrit van der Pot, heer van Groeneveld. Het werk op 6 juni 1808 door het Rijksmuseum gekocht op de boedelveiling van Van der Pot in Rotterdam.